# 陀槍師姐IV
《陀槍師姐IV》（英語：Armed Reaction IV）是香港電視廣播有限公司製作的時裝警匪電視劇，全劇共40集，由歐陽震華、蔡少芬、滕麗名和魏駿傑領銜主演，並由林文龍、蒙嘉慧、夏雨、朱咪咪、麥長青、張慧儀、康華、李成昌、歐瑞偉和黃美棋聯合演出，監製为鄺業生。此劇為《陀槍師姐系列》的第四輯。
此劇曾於2009年6月5日在翡翠台及2021年5月2日在TVB經典台重播。2021年8月21日在馬來西亞版TVB經典台重播第四辑。

## 演員表

### 陳家
| 演員                    | 角色   | 暱稱／關係 | 角色最終狀況           |
| 歐陽震華                | 陳大生 | 大生 王二妹之夫 陳小生之兄 陳三元、陳四喜、陳五福之父 程莎莎、程嘉嘉、程卓卓之外公 情节 于1996年因病过世參見陀槍師姐、陀槍師姐II、陀槍師姐III | 已過世                 |
| 朱咪咪                  | 王二妹 | 二妹姐 生記茶餐廳老闆娘 陳小生之大嫂 陳三元、陳四喜、陳五福之母 陳大生之妻 程莎莎、程嘉嘉、程卓卓之外婆 參見陀槍師姐、陀槍師姐II、陀槍師姐III |                        |
| 歐陽震華                | 陳小生 | 小生、陈Sir 特遣队高級督察、被喻為「警界神槍手」，却被鄺梓鍵打破他的记录 二妹之叔仔 陳三元、陳四喜、陳五福之二叔 陳大生之弟 衛英姿之男友，曾分手，最後復合 朱素娥（第1、2辑）之前男友 沈翘（第2辑）之前夫 方晴之男友，後分手 程莎莎、程嘉嘉、程卓卓之二叔公 情节 於第1集因弄不见衛英姿的金哨子，弄到分手 於第3集在追捕期间中，拿到金哨子却失足滑倒昏迷被送入院并无大碍；于同集跟衛英姿復合 於第13集再度跟衛英姿分手，并在酒吧遇到在歌K的方晴 於第40集在醫院設局假扮程峰引出成展才並把其槍殺，最後在結尾與衛英姿再次復合參見陀槍師姐、陀槍師姐II、陀槍師姐III |                        |
| 滕麗名                  | 陳三元 | 三元、陈师奶 交通組督察 警員編號：WSP20447 香港第一名因執勤而開槍的女警 及因執勤而成為首位被強姦的女警 陳大生、王二妹之大女 程峰之妻 陳小生之大侄女 陳四喜、陳五福之姊 程守忠、何金梅之媳 程莎莎、程嘉嘉、程卓卓之母 曾患妊娠毒血症 參見程家 |                        |
| 梁雪湄                  | 陈四喜 | 四喜 陈大生、王二妹之二女 陈小生之侄女 陈三元之妹 陈五福之姐 童家辉之妻 程峰之姨仔 程莎莎、程嘉嘉、程卓卓之姨 參見陀槍師姐、陀槍師姐II、陀槍師姐III |                        |
| 姚樂怡 （本剧并无演出） | 陳五福 | 五福 電視台女明星 陳大生、王二妹之三女 陳小生之三侄女 陳三元、陳四喜之妹 程莎莎、程嘉嘉、程卓卓之細姨 程峰之姨仔 欧志强之女友 情节 于第6集在陈四喜的口中被提及去大陆拍戲參見陀槍師姐、陀槍師姐II、陀槍師姐III | 已离开香港，去大陆拍戲 |

### 程家
| 演員                   | 角色   | 暱稱／關係 | 角色最終狀況 |
| 楚 原 （本剧并无演出） | 程守忠 | 何金梅之夫 程峰之父 陳三元之老爺 程莎莎、程嘉嘉、程卓卓之祖父 參見陀槍師姐、陀槍師姐II、陀槍師姐III |              |
| 馬海倫                 | 何金梅 | 程守忠之妻 程峰之母 陳三元之奶奶 程莎莎、程嘉嘉、程卓卓之祖母 情节 在《陀槍師姐2021》第5集被陳三元提及接受不了程峰已死的事實參見陀槍師姐、陀槍師姐II、陀槍師姐III |              |
| 魏駿傑                 | 程 峰  | 程Sir、阿峰 重案組高級督察→總督察 程守忠、何金梅之子 陳三元之夫 程莎莎、程嘉嘉、程卓卓之父 鄺梓鍵之下屬 黎大兵、欧志强、鲍顶天、江偉豪之上司 情节 于第20集被蒋天颖迷姦，后假意成为其情夫 于第25因被成展才嫁祸杀人，而被停职 于第27集复职 于第38集遭成展才用斧頭襲擊致重傷昏迷並被其連人帶車推下海後人間蒸發 於第39集被推測已經失血過多和失救 於第40集結尾被稱已經尋回 於《陀槍師姐2021》中被提及失蹤時隔17年仍然找不到其蹤跡，最後在法律上已經被宣告死亡參見陀槍師姐、陀槍師姐II、陀槍師姐III | 生死未卜     |
| 滕麗名                 | 陳三元 | 三元、陈师奶 交通組督察 警員編號：WSP20447 陳大生、王二妹之大女 程峰之妻 陳小生之大侄女 陳四喜、陳五福之姊 程守忠、何金梅之媳 程莎莎、程嘉嘉、程卓卓之母 曾患妊娠毒血症 參見陀槍師姐、陀槍師姐II、陀槍師姐III |              |
| 黃美棋                 | 程莎莎 | 莎莎 程峰、陳三元之女 程守忠、何金梅之孫女 陳大生、陳小生、王二妹之外孫女 陳四喜、陳五福之姨甥女 程嘉嘉、程卓卓之家姐 江偉豪之口琴學生 參見陀槍師姐III |              |
|                        | 程卓卓 | 卓卓 程峰、陳三元之子 程守忠、何金梅之孫子 陳大生、陳小生、王二妹之外孫子 陳四喜、陳五福之姨甥子 程莎莎、程嘉嘉之弟 |              |

### 衛家
| 演員   | 角色   | 暱稱／關係 | 角色最終狀況 |
| 夏 萍  | 蔡玉蘭 | 錢珊珊之母 衛英雄之前岳母 衛英姿之婆婆 |              |
| 夏 雨  | 衛英雄 | 雄記車房老闆 衛英姿之父 王素心之夫 錢珊珊之前夫 蔡玉蘭之前女婿 成展才之前師父，于第40集反目 參見陀槍師姐III |              |
| 呂 珊  | 錢珊珊 | 星月娛樂之老闆 衛英雄之前妻 衛英姿之母 蔡玉蘭之女 因多年前拋夫棄女而與蔡玉蘭、衛英雄、王素心、衛英姿不和，後和好 情节 於第21集出場 |              |
| 康 華  | 王素心 | Monica、心姐 心意吧老闆娘 衛英雄之妻 衛英姿之继母 參見陀槍師姐III |              |
| 蔡少芬 | 衛英姿 | 竹篙精、囡囡（衛英雄专称） 交通組WPC57389警察→交通組警長 衛英雄、錢珊珊之女 蔡玉蘭之外孫女 王素心之继女 陳小生之女友 , 後分手 , 最後復合 鄺梓鍵之前女友 陳三元之下屬兼好友 方晴之情敵（虽然剧中没提到） 陳家希之暗戀對象 情节 於第1集因陳小生弄不见自己的金哨子，弄到分手，并不想见到他 於第40集被成展才挾持，後被陳小生救回，最後在結尾和陳小生復合參見陀槍師姐III |              |

### 方家
| 演員   | 角色   | 暱稱／關係 | 角色最終狀況 |
| 韓馬利 | 羅劍暉 | 方晴之母 于第27集出場 |              |
| 蒙嘉慧 | 方 晴  | Sunnie 法證部科学鉴证主任（S.E.O） 羅劍暉之女 陳小生前女友 劍叔之徒弟 情节 于第13集正式登场 于第28集被陈志聪袭击和绑架，再于第29集被陈志聪劫持并看到他枪伤自己的手，接令自己失足滑倒，后被陳小生拉着，令到两人跌伤，并无大碍 于第40集自己知道陳小生喜欢卫英姿，为了避免做第三者，决定离开香港名字同音方程 | 离开香港     |

### 重案組
| 演員   | 角色   | 暱稱／關係 | 角色最終狀況     |
| 林文龍 | 鄺梓鍵 | Ken、鄺Sir 警司 為了破案立功、升職、見報、不擇手段、不管下屬情況，甚是他們生死，但為了不想失去衛英姿，而在其面前假裝真正為人不是這種人，後終於真正反省 第二个神枪手，而且记录差不多超越了陈小生 衛英姿之前男友 情节 於第2集正式登场 於第3集创立「火玫瑰」的大規模掃黃行動 於第24-27集間接害死江偉豪 于第25集被江偉豪的家属责骂 於第27集為了破案（可能有些為了立功）而不管江偉豪生死，而利用其腦電波而找出兇手，從而害死江偉豪，但之後仍然不知悔改，只是覺得自己有些少許責任口頭禪：不要用藉口，要改進、尚算不錯 |                  |
| 魏駿傑 | 程 峰  | 程Sir、阿峰 重案組高級督察→總督察 程守忠、何金梅之子 陳三元之夫 程莎莎、程嘉嘉、程卓卓之父 鄺梓鍵之下屬 黎大兵、欧志强、鲍顶天、江偉豪之上司 情节 于第25因被成展才嫁祸杀人，而被停职 于第27集复职參見程家 | 生死未卜         |
| 李成昌 | 鮑頂天 | 頂爺 警長 鄺梓鍵、程峰下屬 簡玉潔之夫 參見陀槍師姐、陀槍師姐II、陀槍師姐III |                  |
| 邵傳勇 | 歐志強 | 花灑 警員 鄺梓鍵、程峰下屬 陳五福男友 參見陀槍師姐、陀槍師姐II、陀槍師姐III |                  |
| 歐瑞偉 | 黎大兵 | 大兵、黎Sir 警員 鄺梓鍵、程峰下屬 參見陀槍師姐III |                  |
| 江 暉  | 江偉豪 | Dick 警員，電腦專家 鄺梓鍵、程峰之下屬 程莎莎之口琴老師 情节 于第5集正式登场 于第14集加入洪英社當臥底 于第25集被蒋天颖枪击至重伤昏迷 于第27集身亡 | 中枪失血过多身亡 |

### 特遣隊
| 演員     | 角色   | 暱稱／關係 | 角色最終狀況 |
| 魯振順   | 梁Sir  | 通識組警司 陳小生、鄭吉祥、朱少芬、艇仔、吳英明上司 |              |
| 歐陽震華 | 陳小生 | 小生 特遣队高級督察、被喻為「警界神槍手」 二妹之叔仔 陳三元、陳四喜、陳五福之二叔 陳大生之弟 衛英姿之男友，曾分手，最後復合 朱素娥（第1、2辑）之前男友 沈翘（第2辑）之前夫 方晴之男友，後分手 程莎莎、程嘉嘉、程卓卓之二叔公 參見陳家 |              |
| 馬蹄露   | 朱少芬 | Rita 特遣隊警員 梁Sir、陳小生、鄭吉祥下屬 警局四大美人之一 參見陀槍師姐III |              |
| 蒲茗藍   | 吳英明 | 波子 特遣隊警員 梁Sir、陳小生、鄭吉祥下屬 |              |
| 莫家堯   | 艇 仔  | 特遣隊警員 梁Sir、陳小生、鄭吉祥下屬 |              |
| 李岡龍   | 鄭吉祥 | 吉仔 西九龙總區保護兒童政策組→特遣隊警長 梁Sir、陳小生下屬 |              |

### 交通部
| 演員   | 角色   | 暱稱／關係 | 角色最終狀況 |
| 華忠男 | 李国栋 | 李Sir 交通部總督察 陳三元、衛英姿、潘文彬、華叔、黑仔之上司 |              |
| 滕麗名 | 陳三元 | 三元 交通組督察 警員編號：WSP20447 陳大生、王二妹之大女 程峰之妻 陳小生之大侄女 陳四喜、陳五福之姊 程守忠、何金梅之媳 程莎莎、程嘉嘉、程卓卓之母 參見程家                                                     |              |
| 蔡少芬 | 衛英姿 | 竹篙精 交通組WPC57389警察→交通組警長 衛英雄、錢珊珊之女 蔡玉蘭之外孫女 王素心之继女 陳小生之女友 , 後分手 , 最後復合 鄺梓鍵之前女友 陳三元之下屬兼好友 方晴之情敵（虽然剧中没提到） 陳家希之暗戀對象 參見衛家 |              |
| 羅 莽  | 潘文彬 | 牛佬 警長 李Sir、陳三元之下屬 |              |
| 麥嘉倫 | Billy  | 李Sir、陳三元下屬 |              |
| 葉振聲 | 黑 仔  | 李Sir、陳三元下屬 |              |
| 關 菁  | 華 叔  | 李Sir、陳三元下屬 |              |

### 其他警察
| 演員   | 角色   | 暱稱／關係                          | 角色最終狀況 |
| 李鴻   | 杨建东 | 杨Sir 警務處副處長                  |              |
| 駱應鈞 | 彭建國 | 彭Sir 重案組总警司 鄺梓鍵、程峰上司 |              |
| 黃鳳瓊 | Cindy  | 三大美人                            |              |
| 黃梓暐 | Rosa   | 三大美人                            |              |
| 陳楚翹 | Mimi   | 三大美人                            |              |
| 趙永洪 | John   | 鄺梓鍵下屬（第3，19，20集）         |              |
| 何偉業 | David  | 鄺梓鍵下屬（第3，19，20集）         |              |
| 裘卓能 | -      | 軍裝警員（第6至7，23，34至35集）    |              |
| 劉天龍 | -      | 軍裝警員（第6至7，23，34至35集）    |              |

### 法證部
| 演員   | 角色  | 暱稱／關係                                                                                      | 角色最終狀況 |
| 郭德信 | 歐Sir | 法證部總化验师 方晴、劍叔之上司                                                                 |              |
| 蒙嘉慧 | 方 晴 | Sunnie 法證部科学鉴证主任（S.E.O） 羅劍暉之女 陳小生前女友 劍叔之徒弟 情节 于第13集出場參見方家 |              |
| 盧海鵬 | 劍 叔 | 法證部科学鉴证主任（S.E.O） 方晴之師父                                                          |              |

### 生記茶餐廳
| 演員   | 角色   | 暱稱／關係 | 角色最終狀況 |
| 朱咪咪 | 王二妹 | 二妹姐 生記茶餐廳老闆娘 陳小生之大嫂 陳三元、陳四喜、陳五福之母 陳大生之妻 程莎莎、程嘉嘉、程卓卓之外婆 參見陳家 |              |
| 郭卓樺 | 歐健全 | 口水全 生記茶餐廳侍應                                                                                            |              |
| 陳勉良 | 師父昌 | 生記茶餐廳師父                                                                                                   |              |

### 雄記車房
| 演員   | 角色   | 暱稱／關係                                                                                           | 角色最終狀況 |
| 夏 雨  | 衛英雄 | 雄記車房老闆 衛英姿之父 王素心之夫 錢珊珊之前夫 蔡玉蘭之前女婿 成展才之前師父，于第40集反目 參見衛家 |              |
| 胡烱龍 | Rocky  | 雄記車房員工                                                                                         |              |
| 杜大偉 | 宋子傑 | 師傅仔 雄記車房員工 朱綽莉之男友 貓仔之暗恋对象 情节 于第33集因与朱綽莉同谋运毒而被判入狱            | 被判入狱     |
| 宋芝齡 | 貓 仔  | 雄記車房員工 暗戀宋子傑                                                                              |              |

### 心意吧（Heart's Pub）
| 演員       | 角色   | 暱稱／關係                                                                                  | 角色最終狀況 |
| 康 華      | 王素心 | Monica、心姐 心意吧老闆娘 衛英雄之妻 衛英姿之继母 參見衛家                                  |              |
| Joe Junior | 張 標  | Auntie 心意吧調酒師                                                                         |              |
| 林梓杰     | 周耀祥 | 斧頭 心意吧員工 暗恋朱綽莉                                                                  |              |
| 林淑敏     | 朱綽莉 | Cherry 心意吧啤酒推銷妹 宋子傑之女友 周耀祥之暗恋对象 情节 于第33集因欠债被迫运毒而被判入獄 | 被判入獄     |

### 洪英社
- 於第40集被瓦解。

| 演員   | 角色   | 暱稱／關係 | 角色最終狀況           |
| 劉 江  | 蔣 權  | 權爺、權哥 洪英社龍頭 蔣天穎之父 成展才之岳父 情节 於第7集心臟病身亡參見洪英社争夺案 | 心臟病身亡             |
| 張慧儀 | 蔣天穎 | Wing、Wing姐 洪英社新龍頭 水晶宮之老闆娘 成展才之妻 麥耀東之死對頭 迷戀程峰 情节 於第4集遭被麥耀東的手下用车企图袭击，其后毫无大碍；后因得知麥耀東的复仇来以反击他，却被蔣權阻止 於第16集對程峰產生好感，實際上是個圈套 於第20集迷姦程峰 於第25集枪伤江伟豪和程峰，后被成展才錯手用胶带掐至第窒息身亡參見洪英社争夺案、蒋天颖被杀案 | 窒息身亡               |
| 麥長青 | 成展才 | 大難才、才哥 洪英社新龍頭（从第25至40集起） 高昇大酒樓之老闆 前雄記車房員工 蔣天穎之夫 蔣權之女婿 衛英雄之前徒弟 針對程峰 在前期中非常善良，之后因蔣天穎的死而导致他自己黑化 情节 於第2集正式登场 於第4集遭被麥耀東的手下用车撞伤而送入医院，后康复 於第25集錯手殺害蔣天穎，后嫁祸给程峰 於第27集发现嫁祸程峰失败后，开始一直针对程峰 於第36集连二接三恐吓程峰 於第38集因認定程峰害到自己錯手殺害蔣天穎而用斧頭襲擊程峰致重傷昏迷並把其连人带车推下海，導致其人間蒸發 於第39集槍殺梁彪 於第40集在醫院病房企圖槍殺在病床上假扮成程峰的歐志強事敗並逃走，在乘車期間被警方攔截後挾持衛英姿跟警方對峙，最後被陳小生槍殺身亡參見洪英社争夺案、蒋天颖被杀案、程峰失踪案、洪英社犯罪案 | 被槍殺身亡             |
| 蔡國慶 | 福 爺  | 蔣權好友 黑社會老大之一 |                        |
| 王俊棠 | 麥耀東 | 耀東、靓仔东 特征：染上了红色头发及胡子 黑社會旺角話事人 紅星卡拉OK老闆 自认为天不怕地不怕，做坏事无人知道 蔣天穎死對頭 情节 於第4集派手下撞死蔣天穎失败，反而撞伤蔣天穎和成展才 于第18集被程峰槍殺身亡參見洪英社卖淫案、洪英社争夺案 | 被槍殺身亡             |
| 李家鼎 | 梁 彪  | 鬼王彪 洪英社成員 曾與成展才爭奪龍頭之位，但失敗 情节 於第39集被成展才槍殺身亡 | 被槍殺身亡             |
| 楊家洛 | 太子坤 | 洪英社成員 情节 於第40集被拘捕參見洪英社犯罪案 | 被拘捕                 |
| 招石文 | 老鬼榮 | 洪英社成員 |                        |
| 陳狄克 | 街市基 | 洪英社成員 |                        |
| 鄭家生 | 暴 龍  | 麥耀東手下 |                        |
| 甘子正 | 火 雞  | 麥耀東手下 情节 於第17集因麥耀東欲殺害他而出賣麥耀東 |                        |
| 曾守明 | 大 丹  | 麥耀東手下 情节 於第18集被拘捕 | 被拘捕                 |
| 黃文標 | Tiger  | 蔣天穎、成展才手下 情节 於第40集被拘捕參見洪英社犯罪案 | 被拘捕                 |
| 王維德 | Mark   | 蔣天穎助手 情节 於第33集被拘捕 | 被拘捕                 |
| 古明華 | 傻 豹  | 麥耀東外圍波攬收數佬 麦耀东手下 情节 于第15集被火鸡殺害 | 被殺害                 |
| 魏惠文 | 唐律師 | 成展才律師 |                        |
| 李焯寧 | 阿 嬌  | 麦耀东旗下妓女 情节 於第2集被拘捕 | 被拘捕                 |
| 劉綽琪 | 顧小冰 | 麦耀东旗下妓女 情节 於第1集偷走陳小生的金哨子 於第3集自首 | 前往自首               |
| 趙靜儀 | 謝美琪 | Maggie 星月娛樂之員工 錢珊珊之秘書 任重遠之女友 情节 于第40集因隐瞒案情而被警方檢控參見洪英社犯罪案 | 被拘捕，同时被警方檢控 |
| 劉家輝 | 任重遠 | 馬來西亞堪輿師，實為神棍 謝美琪之男友 情节 于第40集因隐瞒案情而被警方檢控參見洪英社犯罪案 | 被拘捕，同时被警方檢控 |
| 李海生 | -      | 叔父 |                        |
| 劉應龍 | -      | 叔父 |                        |
| 鄧以豪 | -      | 叔父 |                        |
| 蕭徽勇 | -      | 蔣天穎手下（第4，23，31集） |                        |
| 杜 港  | -      | 蔣天穎手下（第23集） |                        |
| 霍建邦 | -      | 蔣天穎手下（第23集） |                        |
| 陳嘉露 | -      | 蔣天穎手下（第23集） |                        |

### 單元案件相关人物

#### 洪英社卖淫案（第1-3集）
| 演員   | 角色   | 暱稱／關係                                                          | 角色最終狀況 |
| 王俊棠 | 麥耀東 | 靓仔东 黑社會旺角話事人 紅星卡拉OK老闆 蔣天穎死對頭 參見洪英社      |              |
| 游 飈  | 阿 炳  | 偷運非法入境者來港賣淫（第1集）                                     |              |
| 李焯寧 | 阿 嬌  | 麦耀东旗下妓女 情节 於第2集被拘捕參見洪英社                         | 被拘捕       |
| 劉綽琪 | 顧小冰 | 麦耀东旗下妓女 情节 于第1集偷走陳小生的金哨子 於第3集自首參見洪英社 | 前往自首     |

#### 洪英社蔣天穎被撞案（第4-7集）
| 演員   | 角色   | 暱稱／關係 | 角色最終狀況 |
| 王俊棠 | 麥耀東 | 靓仔东 黑社會旺角話事人 紅星卡拉OK老闆 蔣天穎死對頭 參見洪英社 |              |
| 游 飈  | 阿 炳  | 偷運非法入境者來港賣淫（第1集） |              |
| 張慧儀 | 蔣天穎 | Wing、Wing姐 洪英社之老大 水晶宮之老闆娘 成展才之妻 麥耀東之死對頭 迷戀程峰 情节 於第4集遭被麥耀東的手下用车企图袭击，其后毫无大碍；后因得知麥耀東的复仇来以反击他，却被蔣權阻止參見洪英社 |              |
| 麥長青 | 成展才 | 大難才 洪英社之龍頭老大 高昇大酒樓之老闆 前雄記車房員工 蔣天穎之夫 蔣權之女婿 衛英雄之前徒弟 針對程峰 參見洪英社                                                                           |              |
| 劉 江  | 蔣 權  | 權爺、權哥 洪英社龍頭 蔣天穎之父 成展才之岳父 情节 於第7集心臟病身亡參見洪英社争夺案 | 心臟病身亡   |
| 甘子正 | 火 雞  | 麥耀東手下 情节 於第17集因麥耀東欲殺害他而出賣麥耀東 |              |
| 曾守明 | 大 丹  | 麥耀東手下 情节 於第18集被拘捕 | 被拘捕       |
| 黃文標 | Tiger  | 蔣天穎、成展才手下 情节 於第40集被拘捕參見洪英社犯罪案 | 被拘捕       |
| 王維德 | Mark   | 蔣天穎助手 情节 於第33集被拘捕 | 被拘捕       |

#### 醉酒駕駛命案（第7-12集）
| 演員   | 角色   | 暱稱／關係 | 角色最終狀況     |
| 曹永廉 | 陳家希 | Ray 光榮百貨副總裁 陳繼業之子 暗戀衛英姿 情节 于第7集出场 於第9集酒後駕車而撞死赵子信 于第12集自首，后被控诉危险驾驶导致他人死亡與妨礙司法公正 | 前往自首         |
| 江 漢  | 陳繼業 | 光榮百貨總裁 陳家希之父 情节 于第12集被控诉因教唆他人給假口供與妨礙司法公正                                                                    | 被拘捕           |
| 羅浩楷 | 程鐵男 | Man 光榮百貨員工 程浩光之父 芳之夫 情节 因飙车而导致程浩光失明 于第12集因頂包陳家希酒駕撞死人一案而被控诉妨礙司法公正                          | 被拘捕           |
| 葉彩南 | 赵子信 | 情节 于第9集被陳家希撞伤昏迷不醒 于第10集身亡                                                                                                  | 撞伤失血过多身亡 |
| 伍慧珊 | -      | 赵子信之妻 |                  |
| 温裕红 | 芳     | 程鐵男之妻 程浩光之母 |                  |
| 成展权 | 程浩光 | 芳、程鐵男之子 情节 3年前因程鐵男飙车而导致失明                                                                                                | 已失明           |

#### 洪英社外圍賭球案（第12-18集）
| 演員   | 角色   | 暱稱／關係 | 角色最終狀況 |
| 張慧儀 | 蔣天穎 | Wing、Wing姐 洪英社之老大 水晶宮之老闆娘 成展才之妻 麥耀東之死對頭 迷戀程峰 情节 於第4集遭被麥耀東的手下用车企图袭击，其后毫无大碍；后因得知麥耀東的复仇来以反击他，却被蔣權阻止參見洪英社 |              |
| 麥長青 | 成展才 | 大難才 洪英社之龍頭老大 高昇大酒樓之老闆 前雄記車房員工 蔣天穎之夫 蔣權之女婿 衛英雄之前徒弟 針對程峰 參見洪英社                                                                           |              |
| 蔡國慶 | 福 爺  | 蔣權好友 黑社會老大之一 參見洪英社 |              |
| 王俊棠 | 麥耀東 | 靓仔东 黑社會旺角話事人 紅星卡拉OK老闆 蔣天穎死對頭 情节 于第18集被程峰槍殺身亡參見洪英社                                                                                                  | 被槍殺身亡   |
| 招石文 | 老鬼榮 | 洪英社成員 參見洪英社 |              |
| 陳狄克 | 街市基 | 洪英社成員 參見洪英社 |              |
| 鄭家生 | 暴 龍  | 麥耀東手下 參見洪英社 |              |
| 甘子正 | 火 雞  | 麥耀東手下 情节 於第17集因麥耀東欲殺害他而出賣麥耀東參見洪英社 |              |
| 曾守明 | 大 丹  | 麥耀東手下 情节 於第18集被捕參見洪英社 |              |
| 黃文標 | Tiger  | 蔣天穎、成展才手下 參見洪英社 |              |
| 古明華 | 傻 豹  | 麥耀東外圍波攬收數佬 麦耀东手下 情节 于第15集被火鸡殺害 | 被殺害       |

#### 洪英社争夺案（第1-18集）
| 演員   | 角色   | 暱稱／關係 | 角色最終狀況 |
| 劉 江  | 蔣 權  | 權爺、權哥 洪英社龍頭 蔣天穎之父 成展才之岳父 情节 於第7集心臟病身亡參見洪英社 | 心臟病身亡   |
| 張慧儀 | 蔣天穎 | Wing、Wing姐 洪英社之老大 水晶宮之老闆娘 成展才之妻 麥耀東之死對頭 迷戀程峰 情节 於第4集遭被麥耀東的手下用车企图袭击，其后毫无大碍；后因得知麥耀東的复仇来以反击他，却被蔣權阻止參見洪英社 |              |
| 麥長青 | 成展才 | 大難才 洪英社之龍頭老大 高昇大酒樓之老闆 前雄記車房員工 蔣天穎之夫 蔣權之女婿 衛英雄之前徒弟 針對程峰 參見洪英社                                                                           |              |
| 蔡國慶 | 福 爺  | 蔣權好友 黑社會老大之一 參見洪英社 |              |
| 王俊棠 | 麥耀東 | 靓仔东 黑社會旺角話事人 紅星卡拉OK老闆 蔣天穎死對頭 情节 于第18集被程峰槍殺身亡參見洪英社                                                                                                  | 被槍殺身亡   |
| 招石文 | 老鬼榮 | 洪英社成員 參見洪英社 |              |
| 陳狄克 | 街市基 | 洪英社成員 參見洪英社 |              |
| 鄭家生 | 暴 龍  | 麥耀東手下 參見洪英社 |              |
| 甘子正 | 火 雞  | 麥耀東手下 情节 於第17集因麥耀東欲殺害他而出賣麥耀東參見洪英社 |              |
| 曾守明 | 大 丹  | 麥耀東手下 情节 於第18集被捕參見洪英社 |              |
| 黃文標 | Tiger  | 蔣天穎、成展才手下 參見洪英社 |              |

#### 电单车连环杀手案（第20-29集）
| 演員   | 角色   | 暱稱／關係 | 角色最終狀況 |
| 蔡康年 | 陳志聰 | 阿聰 陀槍師姐III中的「新牌仔」 識飲識食雜誌記者 患有多重人格，有15种人格，大B、奀仔、阿Sam、珠女为其的人格 对身上有消毒药水的女人特别敏感，习惯在杀害一个人后砍掉娃娃的头 殺害叶英英、王静瞳、李华诗、邱家琳、卢小娟、其继父、敖碧兒、其母，袭击兼殺害何碧玲，袭击簡玉潔、方晴、衛英姿 曾受其继父多次性侵犯 情节 于第3集出场 于第20集殺害敖碧兒 于同集被提到他殺害叶英英、李华诗、王静瞳与邱家琳 于第22集袭击何碧玲 于第26集殺害何碧玲；于同集袭击簡玉潔 于第28集殺害卢小娟；再于同集袭击方晴，并绑架方晴 于第29集袭击衛英姿，并劫持方晴，后开枪枪伤自己的手，接令方晴失足滑倒，最后被警方拘捕参见陀槍師姐III 名字影射陳山聰 | 被拘捕       |
| 周家怡 | 何碧玲 | 安健推拿中心員工 原籍内地 簡玉潔之下属 情节 于第22集被陳志聰袭击 于第26集被陳志聰所殺 | 被殺害       |
| 貝汶琪 | 敖碧兒 | 中学生物教师 情节 于第20集被陳志聰所殺 | 被殺害       |
|        | 叶英英 | 水晶宫按摩妹 蒋天颖之下属 情节 被陳志聰所殺 | 被殺害       |
|        | 邱家琳 | 情节 被陳志聰所殺 （没有被点名为死者，但在陳志聰的断头娃娃中出现过名字） | 被殺害       |
|        | 王静瞳 | 情节 被陳志聰所殺 （没有被点名为死者，但在陳志聰的断头娃娃中出现过名字） | 被殺害       |
|        | 李华诗 | 家庭主妇 情节 被陳志聰所殺 | 被殺害       |
|        | 卢小娟 | 护士 情节 于第28集被陳志聰所殺 | 被殺害       |
| 蒙嘉慧 | 方 晴  | Sunnie 法證部科学鉴证主任（S.E.O） 羅劍暉之女 陳小生前女友 劍叔之徒弟 情节 于第28集被陈志聪袭击和绑架，再于第29集被陈志聪劫持并看到他枪伤自己的手，接令自己失足滑倒，后被陳小生拉着，令到两人跌伤，并无大碍参见方家 |              |
| 蔡少芬 | 衛英姿 | 竹篙精 交通組WPC57389警察→交通組警長 衛英雄、錢珊珊之女 蔡玉蘭之外孫女 王素心之继女 陳小生之女友 , 後分手 , 最後復合 鄺梓鍵之前女友 陳三元之下屬兼好友 方晴之情敵（虽然剧中没提到） 陳家希之暗戀對象 情节 于第29集被陈志聪袭击參見衛家 |              |
| 周凱珊 | 簡玉潔 | 鮑頂天之妻 安建推拿中心老闆 原籍中國 向德偉之前妻 何碧玲之上司 情节 于第26集被陳志聰袭击 |              |
| 馬國明 | Andy   | 識飲識食雜誌記者 陳志聰之同事 |              |
| 鍾志光 | -      | 識飲識食雜誌總編 陳志聰、Andy之上司 |              |
| 戴志偉 | 向德偉 | 簡玉潔之前夫 嫌疑犯 |              |
| 余子明 | 高 寿  | 流浪汉 患有精神病，当自己是清朝皇帝 嫌疑犯 |              |
| -      | -      | 陳志聰之母 情节 得知其夫多次侵犯陈志聪后，不管不顾 多年前被陳志聰驾车撞死 | 被撞死       |
| -      | -      | 陈志聪之继父 情节 多次侵犯陈志聪 多年前被陳志聰驾车撞死 | 被撞死       |

#### 蒋天颖被杀案（第25-27集）
| 演員   | 角色   | 暱稱／關係 | 角色最終狀況     |
| 魏駿傑 | 程 峰  | 程Sir、阿峰 重案組高級督察→總督察 程守忠、何金梅之子 陳三元之夫 程莎莎、程嘉嘉、程卓卓之父 鄺梓鍵之下屬 黎大兵、欧志强、鲍顶天、江偉豪之上司 情节 于第20集被蒋天颖迷姦，后假意成为其情夫 于第25集被蒋天颖枪伤，后被成展才嫁祸杀人，而被停职 于第27集复职參見程家 |                  |
| 張慧儀 | 蔣天穎 | Wing、Wing姐 洪英社之老大 水晶宮之老闆娘 成展才之妻 麥耀東之死對頭 迷戀程峰 情节 於第20集迷姦程峰 於第25集枪伤江伟豪和程峰，后被成展才錯手用胶带掐至窒息身亡參見洪英社                                                                                           | 窒息身亡         |
| 麥長青 | 成展才 | 大難才 洪英社之龍頭老大 高昇大酒樓之老闆 前雄記車房員工 蔣天穎之夫 蔣權之女婿 衛英雄之前徒弟 針對程峰 在前期中非常善良，之后因蔣天穎的死而导致他自己黑化 情节 於第25集錯手殺害蔣天穎，后嫁祸给程峰 於第27集发现嫁祸程峰失败后，开始一直针对程峰參見洪英社        |                  |
| 江 暉  | 江偉豪 | Dick 警員，電腦專家 鄺梓鍵、程峰之下屬 程莎莎之口琴老師 情节 于第25集被蒋天颖枪击至重伤昏迷 于第27集身亡參見重案组 | 中枪失血过多身亡 |

#### 程峰失踪案（第38-40集）
| 演員   | 角色   | 暱稱／關係 | 角色最終狀況 |
| 麥長青 | 成展才 | 大難才、才哥 洪英社之龍頭老大 高昇大酒樓之老闆 前雄記車房員工 蔣天穎之夫 蔣權之女婿 衛英雄之前徒弟 針對程峰 在前期中非常善良，之后因蔣天穎的死而导致他自己黑化 情节 於第38集用斧頭襲擊程峰致重傷昏迷並把其连人带车推下海，導致其人間蒸發 於第40集在醫院病房企圖槍殺在病床上假扮成程峰的陳小生事敗並逃走，在乘車期間被警方攔截後挾持衛英姿跟警方對峙，最後被陳小生槍殺身亡參見洪英社 | 被槍殺身亡   |
| 魏駿傑 | 程 峰  | 程Sir、阿峰 重案組高級督察→總督察 程守忠、何金梅之子 陳三元之夫 程莎莎、程嘉嘉、程卓卓之父 鄺梓鍵之下屬 黎大兵、欧志强、鲍顶天、江偉豪之上司 情节 于第38集遭成展才用斧頭襲擊致重傷昏迷並被其連人帶車推下海後人間蒸發 於第39集被推測已經失血過多和失救 於第40集結尾被稱已經尋回 於《陀槍師姐2021》中被提及失蹤時隔17年仍然找不到其蹤跡，最後在法庭上已經被宣判死亡參見程家           | 生死未卜     |

#### 洪英社犯罪案（全集）
| 演員   | 角色   | 暱稱／關係 | 角色最終狀況           |
| 麥長青 | 成展才 | 大難才、才哥 洪英社之龍頭老大 高昇大酒樓之老闆 前雄記車房員工 蔣天穎之夫 蔣權之女婿 衛英雄之前徒弟 針對程峰 在前期中非常善良，之后因蔣天穎的死而导致他自己黑化 情节 於第25集錯手殺害蔣天穎，后嫁祸给程峰 於第27集发现嫁祸程峰失败后，开始一直针对程峰 於第36集连二接三恐吓程峰 於第38集用斧頭襲擊程峰致重傷昏迷並把其连人带车推下海，導致其人間蒸發 於第39集槍殺梁彪 於第40集在醫院病房企圖槍殺在病床上假扮成程峰的陳小生事敗並逃走，在乘車期間被警方攔截後挾持衛英姿跟警方對峙，最後被陳小生槍殺身亡參見洪英社 | 被槍殺身亡             |
| 楊家洛 | 太子坤 | 洪英社成員 情节 於第40集被捕參見洪英社 | 被拘捕                 |
| 黃文標 | Tiger  | 蔣天穎、成展才手下 情节 於第40集被捕參見洪英社 | 被拘捕                 |
| 趙靜儀 | 謝美琪 | Maggie 星月娛樂之員工 錢珊珊之秘書 任重遠之女友 情节 于第40集因隐瞒案情而被警方檢控參見洪英社 | 被拘捕，同时被警方檢控 |
| 劉家輝 | 任重遠 | 馬來西亞堪輿師，實為神棍 謝美琪之男友 情节 于第40集因隐瞒案情而被警方檢控參見洪英社 | 被拘捕，同时被警方檢控 |
| 何啟南 | 何 濟  | 泰國毒犯，曾受成展才恩惠，和洪英社有毒品交易（第23集） |                        |
| 王可惠 | Coco   | 任重遠助手（第33，39至40集） 情节 於第40集因隱瞞案情而被警方檢控 | 被拘捕，同时被警方檢控 |

### 其他演員
| 演員   | 角色     | 暱稱／關係                                                                                      | 角色最終狀況 |
| 廖麗麗 | 朱師奶   | 生記茶餐廳客人（第2集）                                                                         |              |
| 凌禮文 | 九 叔    | 生記茶餐廳客人（第2，4集）                                                                      |              |
| 湯俊明 | -        | 記者（第4集）                                                                                   |              |
| 鄺佐輝 | Dr. Lo   | 陳三元主診醫生（第4至6集）                                                                      |              |
| 張貝茜 | -        | 護士（第4至6集）                                                                                |              |
| 車保羅 | 道友標   | 搶顧小冰為兒子醫治心漏症的錢（第4集）                                                           |              |
| 何仲源 | 阿 洋    | （第5集）                                                                                       |              |
| 葉 暐  | 阿 棠    | （第5集）                                                                                       |              |
| 高俊文 | 謝律師   | （第5至6集）                                                                                    |              |
| 阮德鏘 | -        | 醫生（第6集）                                                                                   |              |
| 梁珈詠 | -        | 護士（第6集）                                                                                   |              |
| 沈可欣 | -        | 護士（第6集）                                                                                   |              |
| 鍾子淇 | -        | 護士（第6集）                                                                                   |              |
| 陳念君 | -        | 護士（第6集）                                                                                   |              |
| 張漢斌 | Dr. Wong | （第6集）                                                                                       |              |
| 鄭毅邦 | -        | 醫生（第7集）                                                                                   |              |
| 許明志 | -        | 路人（第7集）                                                                                   |              |
| 曾健明 | -        | 光榮百貨保安經理（第7至8集）                                                                    |              |
| 何綺雲 | -        | 售貨員（第8集）                                                                                 |              |
| 潘冠霖 | -        | 女秘書（第8集）                                                                                 |              |
| 鄧汝超 | -        | 司機（第8集）                                                                                   |              |
| 曾慧雲 | -        | 司機妻（第8集）                                                                                 |              |
| 盧永匡 | -        | 戲院情侶（第9集）                                                                               |              |
| 陳嘉露 | -        | 戲院情侶（第9集）                                                                               |              |
| 許明志 | -        | 小混混，在心意吧鬧事（第9集）                                                                   |              |
| 劉深宜 | -        | 小混混，在心意吧鬧事（第9集）                                                                   |              |
| 陳佩思 | -        | 小混混，在心意吧鬧事（第9集）                                                                   |              |
| 殷 櫻  | -        | 小混混，在心意吧鬧事（第9集）                                                                   |              |
| 王偉樑 | -        | 醫生（第9，11，25集）                                                                           |              |
| 王少萍 | -        | 光榮百貨秘書（第9至10集）                                                                       |              |
| 雷 恩  | -        | 化妝師（第11集）                                                                                |              |
| 邱 銘  | -        | 「警察之聲」導演（第11至12集）                                                                  |              |
| 寧 進  | -        | 「警察之聲」助導（第11至12集）                                                                  |              |
| 卓 兒  | -        | 老師（第11集）                                                                                  |              |
| 羅泳嫻 | 馬吟娣   | Sandy Ma 模特兒 鄺梓鍵的女友，後分手（第12至14，16，37至38集）                                  |              |
| 楊鴻俊 |          | 化妝師（第12集）                                                                                |              |
| 林敏儀 | -        | 化妝師（第12集）                                                                                |              |
| 朱婉儀 | Dinny    | 方晴朋友（第13集）                                                                              |              |
| 黃碧玲 | Janet    | 方晴朋友（第13集）                                                                              |              |
| 卓 兒  | -        | 方晴朋友（第13集）                                                                              |              |
| 鄭世豪 | -        | 心意吧客人（第13，30集）                                                                        |              |
| 羅天池 | -        | 心意吧客人（第13，30集）                                                                        |              |
| 黃嘉樂 | -        | 心意吧客人（第13，30集）                                                                        |              |
| 何志祥 | Jimmy    | （第14，16集）                                                                                  |              |
| 潘芷蕾 | -        | Jimmy女友（第14集）                                                                             |              |
| 李啟傑 | 大 B     | 大丹手下（第14集）                                                                              |              |
| 林佳蓉 | -        | 新聞報導員（第14，35集）                                                                        |              |
| 虞天偉 | 蛇 仔    | （第17集）                                                                                      |              |
| 鍾子彬 | -        | 模型店老闆（第21，24集）                                                                        |              |
| 曾玉娟 | -        | 模型店老闆娘（第21，24集）                                                                      |              |
| 蘇恩磁 | -        | 急症室醫生（第22集）                                                                            |              |
| 言俊熙 | -        | 毒品拆家（第23集）                                                                              |              |
| 鄭毅邦 | 王醫生   | （第23集）                                                                                      |              |
| 冼燕芳 | 冼燕芳   | 喜豐年蛇宴女歌手（第23集）                                                                      |              |
| 陳少邦 | -        | 警察（第23，27集）                                                                              |              |
| 陳振業 | -        | 清潔工人（第24集）                                                                              |              |
| 伍秉君 | -        | 小食店老闆（第24集）                                                                            |              |
| 黎秀英 | -        | 江偉豪外婆（第25集）                                                                            |              |
| 梁輝宗 | -        | 江偉豪舅父（第25集）                                                                            |              |
| 許明志 | -        | 江偉豪表弟（第25集）                                                                            |              |
| 彭冠中 | 莫醫生   | Peter 鄺梓鍵之好友 江偉豪主診醫生（第25至27集） 衛英姿主診醫生（第29集） 程峰主診醫生（第40集） |              |
| 賴榮顯 | -        | 貨倉看更（第25集）                                                                              |              |
| 王冠忠 | -        | 急症室醫生（第26集）                                                                            |              |
| 張智軒 | Nick     | （第26，28，38至39集）                                                                          |              |
| 黎銘諾 | Jack     | （第26集）                                                                                      |              |
| 嚴 俊  | -        | 餐廳情侶（第28集）                                                                              |              |
| 沈可欣 | -        | 餐廳情侶（第28集）                                                                              |              |
| 盧永匡 | -        | 油站職員（第28集）                                                                              |              |
| 陳 堃  | -        | 油站職員（第28集）                                                                              |              |
| 楊鴻俊 | -        | 油站職員（第28集）                                                                              |              |
| 張熙傑 | -        | 油站職員（第28集）                                                                              |              |
| 鄭世豪 | -        | 店長（第29集）                                                                                  |              |
| 卓 躒  | -        | 酒店經理（第29集）                                                                              |              |
| 戴少民 | -        | 精神科醫生（第29集）                                                                            |              |
| 言俊熙 | -        | 心意吧客人（第30集）                                                                            |              |
| 胡啟光 | -        | 心意吧客人（第30集）                                                                            |              |
| 林佩君 | -        | 餐廳客人（第34集）                                                                              |              |
| 黃俊紳 | -        | 記者（第34集）                                                                                  |              |
| 林影紅 | -        | 記者（第34集）                                                                                  |              |

## 收視
以下為本劇於香港無綫電視翡翠台之收視紀錄：
| 週次 | 集數  | 日期                  | 平均收視 | 最高收視 |
| 1    | 01-05 | 2004年2月16日-2月20日 | 29點     | 31點     |
| 2    | 06-10 | 2004年2月23日-2月27日 | 29點     |          |
| 3    | 11-15 | 2004年3月1日-3月5日   | 28點     |          |
| 4    | 16-20 | 2004年3月8日-3月12日  | 28點     |          |
| 5    | 21-25 | 2004年3月15日-3月19日 | 29點     |          |
| 6    | 26-30 | 2004年3月22日-3月26日 | 31點     |          |
| 7    | 31-35 | 2004年3月29日-4月2日  | 30點     |          |
| 8    | 36-40 | 2004年4月5日-4月9日   | 31點     |          |
| 1-8  | 全剧  | 2004年2月16日-4月9日  | 29點     |          |

## 軼事
- 此剧麥長青继《O記實錄II》、《壹號皇庭V》和《智勇新警界》后第四度饰演反派。
- 此劇是林文龙首次飾演亦正亦邪角色。
- 此劇是王俊棠继在《陀枪师姐系列》中第四度飾演反派角色。
- 此劇是楚原生前最後一部在無綫電視參演的劇集。

## 不合理之處
- 在上集的《陀槍師姐III》大結局，最後講述了半年後，各人的生活。當時的程莎莎仍為一個幼稚園生，加上陳三元在當時懷孕。但在《陀槍師姐IV》裡，卻講述了程莎莎是個小六生，即表示時間相隔六年，但陳三元卻是懷有7個月大的孕婦。令人懷疑陳三元是否懷孕了6年。

- 此外，《陀槍師姐III》大結局時，衛英姿表示陳小生接到金哨子才會和他結婚。而《陀槍師姐IV》第一集則講述陳小生當時能夠接到金哨子，但衛英姿指升職後才和他結婚，暫時只能同居。《陀槍師姐IV》第一集開始時是陳小生和衛英姿同居一周年紀念日，令人懷疑究竟今輯的時間和第三輯相差7個月、1年還是6年。

- 《陀槍師姐III》大結局時陳四喜丈夫童家輝（神童）指他從此會多留在香港發展，但在《陀槍師姐IV》第二集，陳四喜說神童常要往返內地工作。

- 《陀槍師姐III》大結局時陳五福宣佈奪得影后，並答應嫁給男友歐志強（花灑），但《陀槍師姐IV》裡，花灑卻仍是單身。

- 《陀槍師姐III》第8集，講述陳志聰因不小心駕駛而被陳三元判罰停牌，且受重傷而導致行動不便， 有可能不能再駕駛。但在《陀槍師姐IV》中，陳志聰還能駕駛，此外，在《陀槍師姐IV》中，講述陳志聰在多年前已有解離性人格疾患，照理在被判罰停牌時已可動殺機。

- 《陀槍師姐III》和《陀槍師姐IV》裡面，陳小生家裡的間隔完全改變了方向和位置， 原本梳化係向著廚房 側改成向住門口， 原先放梳化的位置則放了食飯枱， 原先房間沒有窗戶 ，則變成有窗戶， 至於槍房小生坐的方向是在門口隔離則變成坐 門口斜對面 並且安裝電腦
- 《陀槍師姐III》裡面，程峰在重案組辦工室的門口是向著神枱， 辦公桌向住門口，座位後面是窗口，光線不是很充足，但在《陀槍師姐IV》裡，程峰辦公室門口則向著下屬辦公桌， 自己的辦公桌則向著牆壁，在長身亦掛了銀雞頭，座位後面則是牆壁，光線亦很充足

## 外部連結
- 無綫電視官方網頁 - 陀槍師姐IV

## 電視節目的變遷
| 香港 翡翠台第三線劇集 星期一至五 21:35-22:35 | 香港 翡翠台第三線劇集 星期一至五 21:35-22:35 | 香港 翡翠台第三線劇集 星期一至五 21:35-22:35 |
| -------------------------------------------- | -------------------------------------------- | -------------------------------------------- |
|                                              | 陀槍師姐IV （2004.02.16 - 2004.04.09）       |                                              |
| 怪俠一枝梅 （2004.01.19 - 2004.02.03）       | 翡翠戀曲 （2004.04.12 - 2004.05.21）         |                                              |

| 香港 翡翠台凌晨劇集時段 星期二至六 00:15-01:20 | 香港 翡翠台凌晨劇集時段 星期二至六 00:15-01:20 | 香港 翡翠台凌晨劇集時段 星期二至六 00:15-01:20 |
| ---------------------------------------------- | ---------------------------------------------- | ---------------------------------------------- |
|                                                | 陀槍師姐IV （2009.06.05 - 2009.07.31）         |                                                |
| 陀槍師姐III （2009.04.22 - 2009.06.04）        | 原來愛上賊 （2009.08.01 - 2009.08.29）         |                                                |